# Naruephon Proomimas
Naruephon Proomimas (thailändisch นฤพล ภูมิมาศ; * 25. Februar 1996) ist ein thailändischer Fußballspieler.

## Karriere
Naruephon Proomimas steht seit mindestens 2019 beim Phrae United FC unter Vertrag. Wo er vorher gespielt hat, ist unbekannt. Der Verein aus Phrae spielte in der dritten Liga, der Thai League 3, in der Upper Region. 2019 wurde er mit Phrae Vizemeister und stieg in die zweite Liga auf. Sein Debüt in der Thai League 2 für Phrae gab er am 16. September 2020 im Heimspiel gegen den Lampang FC. Hier stand er in der Startelf und absolvierte die vollen 90. Minuten. Nach elf Zweitligaspielen wechselte er im Juni 2021 zum Ligakonkurrenten Chainat Hornbill FC. In der Hinrunde 2021/22 absolvierte er für den Zweitligisten aus Chainat vier Ligaspiele. Im Dezember 2021 wechselte er auf Leihbasis zum Drittligisten Nakhon Si United FC. Am Ende der Saison 2021/22 feierte er mit dem Verein aus Nakhon Si Thammarat die Vizemeisterschaft der Region. Als Vizemeister nahm er an der National Championship der dritten Liga teil. Hier belegte man den dritten Platz und stieg in die zweite Liga auf. In der Zweitligasaison 2022/23 bestritt er 15 Ligaspiele. Im Sommer 2023 wechselte er zum ebenfalls in Nakhon Si Thammarat beheimateten Drittligisten MH Nakhonsi City FC. Mit dem Verein spielte er fünfmal in der Southern Region der Liga. Nach einer Spielzeit wechselte er im Sommer 2024 zum Zweitligisten Phrae United FC. Hier bestritt er vier Ligaspiele. Nach der Hinrunde 2024/25 wechselte er im Dezember 2024 zum Drittligisten Pattani FC. Mit dem Verein aus Pattani spielt er in der Southern Region der Liga.

## Erfolge
Phrae United
- Thai League 3 - Upper: 2019 (Vizemeister)  ▲

Nakhon Si United FC
- Thai League 3 – South: 2021/22 (Vizemeister)
- National Championship: 2021/22 (3. Platz)  ▲